# John S. Toll
John Sampson Toll (Denver, Estados Unidos, 23 de octubre de 1923-Bethesda, Maryland, Estados Unidos, 15 de julio de 2011) fue un físico y administrador universitario estadounidense.

## Formación
Toll obtuvo su título de grado en la Universidad Yale en 1944, tras lo cual sirvió en la Armada de los Estados Unidos durante la Segunda Guerra Mundial. Completó su doctorado en física en Princeton en 1952.

## Carrera
Tras completar su doctorado se trasladó a la Universidad de Maryland, donde se convirtió en jefe del Departamento de Física y Astronomía en 1953. Durante su mandato, fue responsable de un gran aumento en el tamaño y la calidad del departamento. El edificio de física de la Universidad de Maryland lleva su nombre.
En 1965, se trasladó a Nueva York como presidente de la Universidad de Stony Brook, cargo que ocupó hasta 1978. Durante su mandato, la Universidad de Stony Brook, uno de los cuatro centros de la Universidad Estatal de Nueva York creados por el gobernador Nelson Rockefeller, pasó a tener más de 17000 estudiantes partiendo desde los pocos que estudiaban en el centro antes de la construcción del campus, en la antigua Universidad Estatal de Nueva York en Long Island.
Tras ello, regresó a la Universidad de Maryland para convertirse en presidente de los cinco campus originales de la universidad, un puesto comparable al de canciller en sistemas universitarios estatales. Cuando el gobernador William Donald Schaefer decidió unir la mayoría de las universidades públicas del estado en un único sistema, Toll fue puesto al mando de la unión, tras lo que se convirtió en el primer canciller del nuevo Sistema Universitario de Maryland.
En 1995, a los 71 años, fue nombrado presidente del Washington College, una pequeña escuela de artes liberales privada en Chestertown, Maryland. Allí, consiguió resolver la crisis presupuestaria de la escuela y elevar su perfil nacional.
Como físico, Toll era conocido por su trabajo en teoría de la dispersión y en física de partículas elementales. Entre sus puestos universitarios a principios de la década de 1990, estuvo el de presidente de la Universities Research Association, que supervisó el proyecto del Superconducting Super Collider hasta que el Congreso le retiró la financiación. En enero de 2004, anunció que abandonaría el Washington College para regresar a la investigación en física en la Universidad de Maryland.

## Vida personal
Se casó con Deborah Taintor, con la que tuvo dos hijas. Toll falleció el 15 de julio de 2011 por insuficiencia respiratoria en Bethesda, Maryland.